# Birkakergető nagy kaland
A Birkakergető nagy kaland (羊をめぐる冒険, Hicudzsi o meguru bóken) Murakami Haruki japán író harmadik regénye. Japánban 1982-ben publikálták, angolra pedig először 1989-ben fordították. Magyar fordításban csak 2007-ben jelent meg a Geopen gondozásában. A könyv független folytatása Murakami 1973-as Pinball, 1973 című regényének és a harmadik része az úgy nevezett „Patkány Trilógiának”. 1982-ben elnyerte a Noma Irodalmi díját.
A regényben Murakami ötvözi az amerikai és angol irodalom elemeit, mindezt japán környezetben, a II. világháború utáni tipikus japán identitás jellemzőivel. A könyv egyrészt misztikum, másrészt mágikus realizmus, egy csipetnyi posztmodern csavarral. A birkakergető nagy kalandot Misima Jukio Nacuko no Bóken (夏子の冒険, Nacuko kalandja) című könyvének paródiájának illetve újraértelmezésének is szokták nevezni.

## Történet
A detektívtörténeteket kifigurázó sztoriban végigkövethetjük névtelen főhősünk 1978-as kalandjait Tokiótól egészen Hokkaidóig. A visszahúzódó, láncdohányos karakter egy olyan kalandba sodródik, melyben egy évek óta nem látott birka nyomába kell erednie. A fásult főhős találkozik többek között egy igen csábító fülekkel rendelkező nővel, és egy különös emberrel, aki birkabőrt hord és furcsán beszél, ilyen módon a történetbe beszövődik a japán sintoizmus világa is. A narrátor gyakran utal a Sherlock Holmes történetekre, így a szemfüles olvasók Arthur Conan Doyle A Rőt Liga című művével is kapcsolatot találhatnak.

## Érdekességek
Murakami folytatást is írt a regényhez Tánc, tánc, tánc címen, amiben újra nyomon követhetjük a névtelen főhős és a Birka Ember kalandjait. Ugyanakkor, az 1994-ben megjelent Tánc, tánc, tánc mind történetében, hangvételében, mind pedig szereplőinek nagy részében eltér az elődjétől, így ezt a regényt nem tekinthetjük a „Patkány Trilógia” részének.

## Magyarul
- Birkakergető nagy kaland; ford. Erdős György; Geopen, Bp., 2007

## Díjak
- 1982 – Noma Irodalmi Díj újoncok díja

## Fordítás
- Ez a szócikk részben vagy egészben  az   A Wild Sheep Chase című angol Wikipédia-szócikk fordításán alapul.  Az eredeti cikk szerkesztőit annak laptörténete sorolja fel. Ez a jelzés csupán a megfogalmazás eredetét és a szerzői jogokat jelzi, nem szolgál a cikkben szereplő információk forrásmegjelöléseként.